# Kostel svatého Prokopa (Mukov)
Kostel svatého Prokopa je římskokatolický filiální kostel v Mukově u Hrobčic v okrese Teplice. Je chráněn jako kulturní památka. Stojí na starém hřbitově uprostřed návsi. Postaven byl v barokním slohu v roce 1760. V letech 2009–2010 byl opraven místním občanským sdružením.

## Stavební podoba

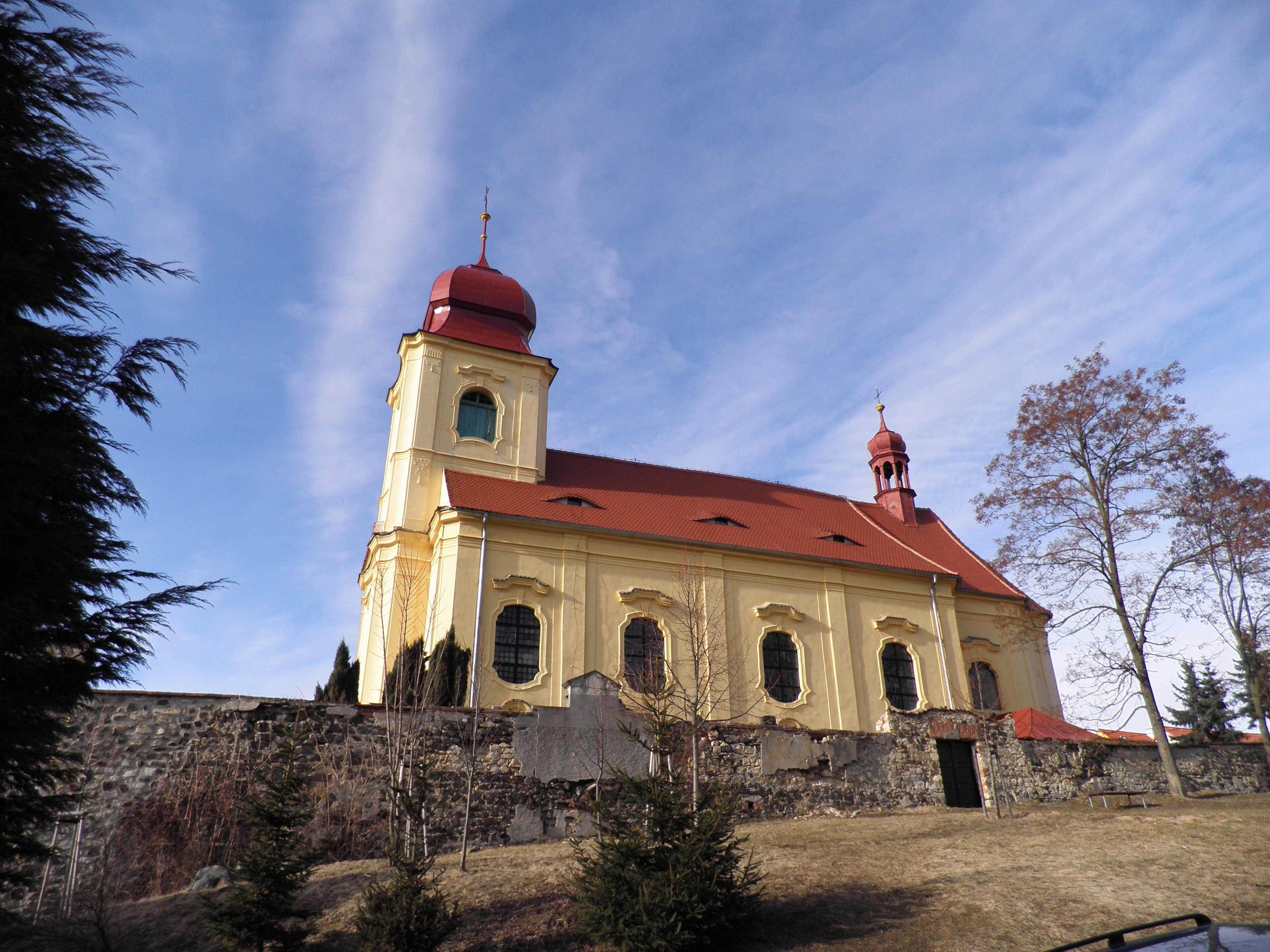
Jihovýchodní strana kostela

Jednolodní kostel s obdélným půdorysem má polygonální presbytář, k jehož bočním stranám jsou přistavěné dva přístavky. Boční portály jsou zdůrazněné ornamentálními supraportami. Před západní průčelí mírně předstupuje hranolová věž. Loď osvětlují kasulovitá okna a její stěny jsou členěné pilastry s čabrakami. Strop v lodi je plochý s fabionem, zatímco patrová kruchta je sklenutá valenou klenbou s lunetami. Stejná klenba byla použita v sakristii a obyčejná valená klenba v presbytáři odděleném vítězným obloukem.

## Zařízení
Hlavní oltář tvoří sloupová architektura s novodobým obrazem svatého Prokopa a Pietou v nástavci. Nad postranními brankami stojí sochy svatého Víta a svatého Václava. Kromě něj se uvnitř nachází dva protějškové oltáře zasvěcené Čtrnácti pomocníkům a Svaté rodině ze druhé čtvrtiny osmnáctého století. K vybavení patří také gotická křtitelnice, dřevěné sousoší Kalvárie z osmnáctého století a kazatelna se sochami svatého Petra a svatého Pavla.
Průčelní věž je bez zvonu, v nepřístupném sanktusníku se nachází malý zvon. Další zvon, přelitý roku 1781 Janem Kristiánem Schunkem, je uložen v interiéru kostela.[zdroj⁠?!]